# Iravan
 (février 2024).
Si vous disposez d'ouvrages ou d'articles de référence ou si vous connaissez des sites web de qualité traitant du thème abordé ici, merci de compléter l'article en donnant les références utiles à sa vérifiabilité et en les liant à la section « Notes et références ».

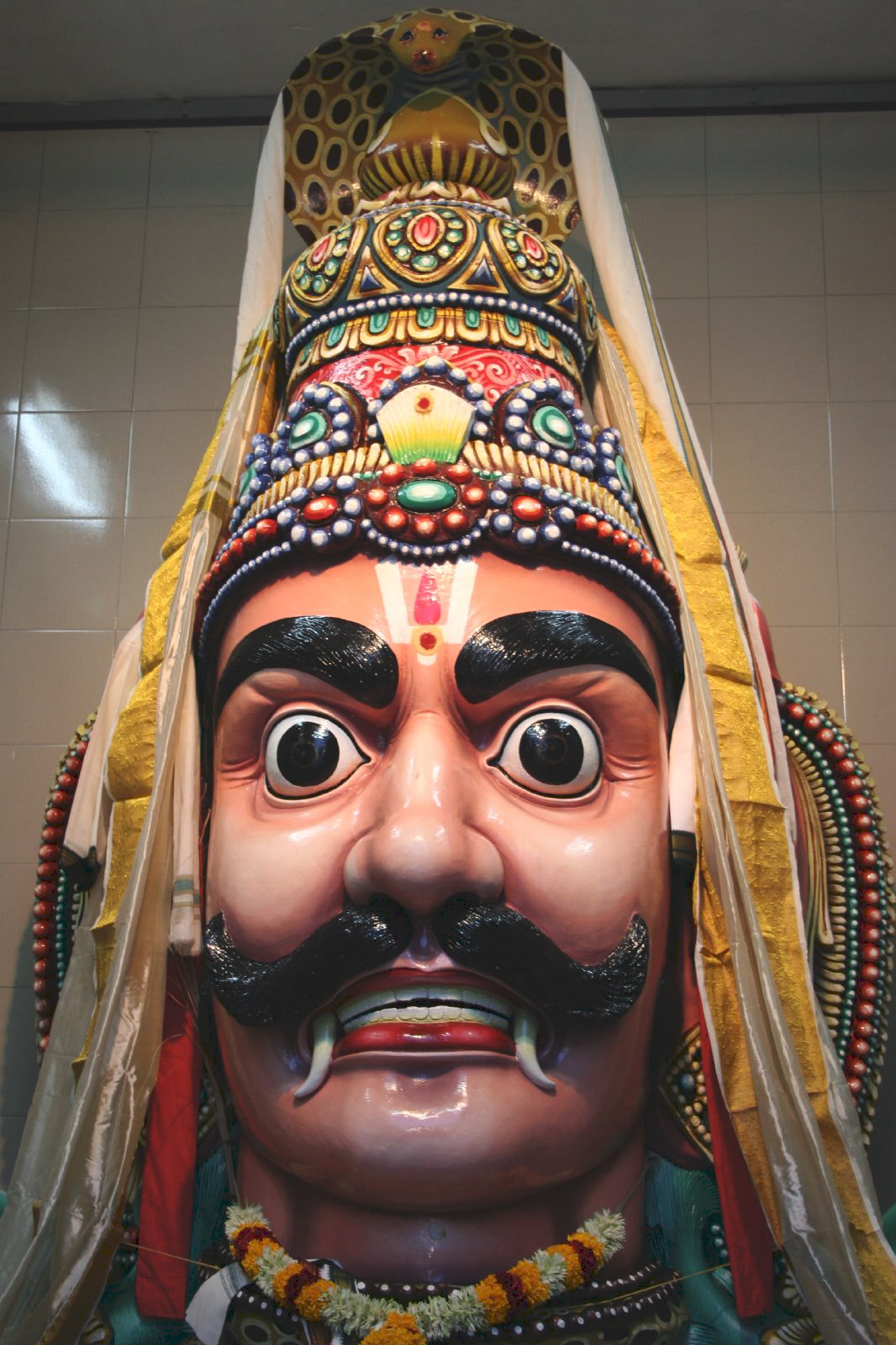
Statue d'Iravan au.

Iravan (en sanskrit : इरावान्), aussi connu sous le nom Iravat (en sanskrit : इरावत्) et Iravant, est un personnage mineur du Mahābhārata, l'épopée sanskrite de la mythologie hindoue.